# Social Circle
Social Circle es una ciudad ubicada en el condado de Walton en el estado estadounidense de Georgia. En el año 2000 tenía una población de 3.379 habitantes.

## Geografía
Social Circle se encuentra ubicada en las coordenadas 33°39′24″N 83°43′2″O / 33.65667, -83.71722 (33.656620, -83.717215).
Según la Oficina del Censo, la localidad tiene un área total de 29,2 km² (11,3 mi²), de la cual 29,1 km² (11,2 mi²) es tierra y 0,1 km² (0 mi²) (0.30%) es agua.

## Demografía
Según la Oficina del Censo en 2000 los ingresos medios por hogar en la localidad eran de $35,353, y los ingresos medios por familia eran $37,183. Los hombres tenían unos ingresos medios de $31,250 frente a los $22,831 para las mujeres. La renta per cápita para la localidad era de $18,636. 